# دائرة مؤتمرية
دائرة مؤتمرية (بالإنجليزية: Congressional district)‏ هي دائرة انتخابية مخولة بانتخاب عضو واحد في المؤتمر الوطني. وتوجد مثل هذه الدوائر في البلدان التي تعتمد نظام الدوائر الائتمارية لاختيار أعضاء المؤتمر الوطني مثل الولايات المتحدة والفلبين واليابان. في الولايات المتحدة الأمريكية يتولى مكتب التعداد حصر عدد السكان وتوزيع الدوائر المؤتمرية بحسب عدد سكانها وتضم كل دائرة مؤتمرية ما يقارب 600 الف نسمة ويبلغ تعدادها 435 دائرة مؤتمرية في الولايات المتحدة على أن يناط بمكتب التعداد تحديث بياناته كل عشر سنوات لمتابعة التغييرات السكانية وليتولى أيضا تغيير عدد الدوائر المؤتمرية وتوزيعها مرة كل عشرية.